# Барышни из Вилько
«Барышни из Вилько» (пол. Panny z Wilka) — драматический фильм польского режиссёра Анджея Вайды, снятый в 1979 году. В главных ролях — Даниэль Ольбрыхский, Анна Сенюк и Кристинa Паскаль. Сценарий основан на новелле Ярослава Ивашкевича, сыгравшего эпизодическую роль.
Фильм был дублирован на русский язык десять лет спустя после его премьеры в Польше. Даниэля Ольбрыхского дублировал Олег Борисов.

## Сюжет
1929 год. Виктор Рубен после 15-летнего отсутствия возвращается в усадьбу Вилько (в некоторых случаях это название передаётся по-русски как «Волчики»), где провёл юность в доме шести сестёр. То время осталось в его душе как прекрасное воспоминание. Отправляясь в Вилько, Виктор надеется вновь испытать счастливое ощущение покоя и удовлетворения самим собой. Но путешествие в прошлое, в собственную юность невозможно. Смерть одной из сестёр, Фели, окружена в доме таинственным молчанием. Со временем Виктор узнает, что Феля, которую он когда-то больше всех любил, но так не признался в этом, покончила жизнь самоубийством после его отъезда, поскольку тоже любила его.

## В ролях
- Даниэль Ольбрыхский — Виктор
- Анна Сенюк — Юльця
- Майя Коморовска — Йоля
- Станислава Целиньска — Зося
- Кристина Захватович — Казя
- Кристинa Паскаль — Туня
- Збигнев Запасевич — муж Юльчи
- Зофия Ярошевская  — тётя Виктора
- Тадеуш Бялощиньский — дядя Виктора
- Анджей Лапицкий
- Алина Ростковская
- Витольд Калуский — кучер в Вилько
- Поль Гер — муж Йоли

## Мнение Ивашкевича
В своём письме Анджею Вайде Ярослав Ивашкевич дал высокую оценку фильму:
«…Каждый раз я смотрю фильм со все возрастающим восторгом и с волнением, которое никак не удается унять. Каждый раз я испытываю восхищение твоим искусством композиции, твоим умением творить такие прекрасные обобщения из мелких, однако хватающих за сердце подробностей… Меня всё ещё сопровождает образ этих женщин, этого пейзажа и боготворимого мною Даниэля (только не говори ему об этом, чтобы у него окончательно не вскружилась голова) — всё вместе в сопровождении самой мною любимой у Кароля мелодии, видно, живёт во мне, хотя напоминает моих „Барышень“ лишь отдалённо». 

## Награды
- 1979 — Национальный фестиваль художественных фильмов в Гданьске. Специальный приз жюри Анджею Вайде и приз художнику фильма Аллану Старскому.
- 1980 — номинация на премию «Оскар» за лучший иностранный фильм года.